# 超级中国人
《超级中国人》是一款由Nihon Game软件公司制作的清版动作游戏後續也改為RPG等模式，系列作第一代。游戏由Taiyo System于1984年10月在街机发行，并于1986年移植至FC游戏机。
玩家控制着角色叫做Jacky或者李。在每一级都有许多敌人，玩家可以击打他们。打败一些敌人后，大门打开，玩家走入其中即为过关。